# Liệu pháp bù dịch qua đường uống
Liệu pháp bù dịch qua đường uống, hay còn gọi là Dung dịch bù nước bằng đường uống (ORT) là một loại chất dịch thay thế được dùng để dự phòng và điều trị tình trạng mất nước, đặc biệt do bệnh tiêu chảy. Liệu pháp liên quan đến việc uống nước với lượng đường và muối vừa phải, cụ thể là natri và kali. Dung dịch bù nước bằng đường uống cũng có thể đưa vào cơ thể thông qua một ống thông mũi dạ dày. Điều trị nên đều đặn bao gồm việc sử dụng kẽm bổ sung. Sử dụng liệu pháp bù nước bằng đường uống làm giảm nguy cơ tử vong do tiêu chảy khoảng 93%.
Có thể xuất hiện các tác dụng phụ như nôn mửa, natri máu cao hoặc kali máu cao. Nếu xảy ra nôn mửa, nên ngừng sử dụng trong 10 phút và sau đó bắt đầu lại. Công thức khuyến cáo bao gồm natri chloride, natri citrat, kali chloride và glucose.  Glucose có thể được thay thế bằng sucrose và natri citrat cũng có thể được thay bằng natri bicarbonate, nếu không có sẵn. Chúng hoạt động như glucose làm tăng sự hấp thu natri, dẫn đến tăng hấp thu nước bởi ruột. Có một số công thức khác được làm tại nhà. Tuy nhiên, việc sử dụng các dung dịch tự chế tại nhà chưa được nghiên cứu kỹ.
Liệu pháp bù dịch qua đường uống được phát triển vào những năm 1940, nhưng không được sử dụng phổ biến cho đến những năm 1970. Liệu pháp bù dịch qua đường uống nằm trong Danh Sách Thuốc Cần Thiết của Tổ chức Y tế Thế giới, các loại thuốc hiệu quả và an toàn nhất cần thiết trong một hệ thống y tế. Chi phí bán buôn ở các nước đang phát triển cho một gói trộn với một lít nước là 0,03 đến 0,20 USD. Trên toàn cầu vào năm 2015, điều trị bù nước bằng đường uống được sử dụng bởi 41% trẻ em bị tiêu chảy.  Việc sử dụng này đã đóng một vai trò quan trọng trong việc giảm số ca tử vong ở trẻ em dưới năm tuổi.